# Burg Medinghoven

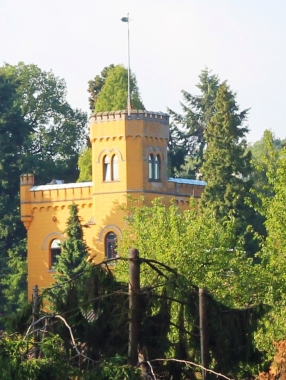
Burg Medinghoven

Die Burg Medinghoven war ursprünglich eine Wasserburg in Duisdorf, einem Teil des heutigen Bonner Stadtbezirks Hardtberg. Das heutige Gebäude steht als Baudenkmal unter Denkmalschutz.
Früher wurde die Niederungsburg auch mit Mettekoven, Metinghoven und Medekoven bezeichnet. Wahrscheinlich ist sie das Überbleibsel eines ehemaligen Dorfes. Im Laufe der Jahrhunderte wurde die Burg von unterschiedlichen Rittergeschlechtern bewohnt, darunter die Herren von Meynwege, die Herren von Ilem und die Familie von Nesselrode.
Das heutige, villenähnliche Herrenhaus wurde nach 1834 von Baron Wilhelm von Neufville im neugotischen Stil erbaut. Er hatte dafür die alten Burggebäude niederlegen lassen. Der nördliche Trakt des Gebäudes stammt aus dem Jahr 1896. Nach dem Ende des Ersten Weltkrieges erwarb der Petrochemiker Adolf Spilker das Anwesen, das sich seitdem im Familienbesitz seiner Nachfahren befindet.